# Література XVII століття
Література XVII століття — це умовна історична епоха, котра виділяється в історії світової літератури. В окремих регіонах вона була цілком самостійною добою (Європа), в інших мала менш виражені особливі риси (Південно-Східна Азія). У Європі доба представлена двома потужними художніми течіями — бароко та класицизмом, що частково вплинули і на літератури інших регіонів.

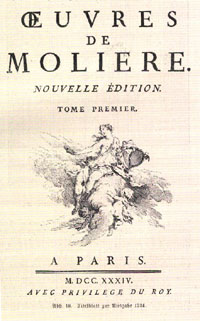
Титульна сторінка зібрання творів Мольєра

Світова література у XVII столітті дуже різноманітна. Вона включає:
- літератури регіонів Західної та Центральної Європи, Далекого Сходу, котрі пішли вперед у своєму естетичному розвитку;
- літератури регіонів, у яких привнесені європейцями літературні традиції лише починають вступати у взаємозв'язки з місцевим народним мистецтвом, як, наприклад, у Латинській Америці;
- література регіонів, де здійснюється складний перехід від середньовічних до нових форм художньої свідомості, наприклад, у східних слов'ян;
- література країн Близького і Середнього Сходу, що вже пережили добу культурного розквіту і перебувають у стані певного занепаду;
- література районів Центральної Азії, наприклад Тибету, де літератури мають ще цілком середньовічний характер.

## Історичне тло
Доба XVII століття характеризується боротьбою між відмираючим феодалізмом та новими капіталістичними відносинами.
Це час народних повстань і національно-визвольної боротьби, що охоплює багато країн. У першій половині століття ціла хвиля селянських повстань, що підтримувалась міською біднотою, охопила країни Європи і Азії. Ці повстання охоплюють не лише Іспанію, Францію, Німеччину, Україну, а й Османську імперію, Персію, Закавказзя, Китай, Японію. Постання, що іноді набувають характеру справжніх селянських війн, є початком глибоких соціально-політичних потрясінь, відлуння яких майже одночасно у середині століття чути і на Заході, і на Сході. У Китаї 1640-ві роки — час великої селянської війни, падіння національної династії Мін та маньчжурського завоювання. У результаті цих подій у ряді регіонів відбуваються суттєві зміни, наприклад у Західній Європі культурний центр з Італії та Іспанії поступово переміщується до Англії та Франції, де мистецтво почувалось вільніше від феодальних порядків.
Для XVII століття характерний нерівномірний розвиток окремих країн та регіонів, що сприяло подальшій експансії європейських держав. У країнах, що прагнули до колоніальних завоювань відбувалось певне перегрупування сил. Позиції таких держав, як Португалія та Іспанія, поступово слабшали під натиском країн, активність яких зросла після соціальних революцій (Голландія, Англія). У боротьбу за колонії у XVII столітті вступила і Франція. На початку століття створюються перші англійські та голландські поселення в Північній Америці, французькі колоністи інтенсивно освоюють землі в Канаді. Англійці розташовуються у Вест-Індії. Голландці та англійці продовжують боротьбу з іспанською імперією далеко за межами Європи, на океанських просторах.
Особливо активну діяльність у XVII столітті розвивають найрізноманітніші голландські комерційні компанії. Голландцям вдається тимчасово запанувати в Бразилії, вони захоплюють частину Тайваня, у 1619 році засновують Батавію та інші опорні пункти в Малайському архіпелазі, проникають в Австралію, Нову Зеландію, Тасманію. У середині XVII століття з'являються нові поселення голландських колоністів у Південній Африці.

## Ідейні основи і особливості

### Науково-технічний розвиток
Специфічною рисою XVII століття як особливої доби в історії культури є бурхливий розквіт наукової та технічної думки, пов'язаний у Західній Європі з розвитком капіталістичних відносин. Наука відокремлюється від інших сфер духовної діяльності людини, включно з художньою творчістю, з якою вона ще перебувала у певній єдності у добу Відродження. У цей час свої дослідження і відкриття здійснюють Кеплер, Галілей, Декарт, Ньютон, Гарвей, Лейбніц.
Потяг до природознавчих знань у цю добу характерний і для найрозвиненіших країн Далекого Сходу. У Китаї з'являються своєрідні енциклопедії: «Про продукти, даровані небом і створені людською працею» (1637, у ній було зібрано багатовіковий досвід розвитку ремесел) та «Повний звід знань з сільського господарства». У Кореї виникає ідеологічна течія «Сірхак» («За практичне знання»). У Японії створюються цікаві роботи з математики та астрономії. Секі Такакадзу — засновник японської математичної школи — займається вивченням алгебри, диференційними та інтегральними рівняннями. Встановлені у XVI-XVII століттях зв'язки країн Далекого Сходу з Європою також стимулюють розвиток інтересу до прикладних наук.

### Філософія
Прагнення до узагальнення і систематизації знань, показові для культури XVII століття, відображаються і у філософії та богослов'ї.
У Західній Європі у цей час робиться новий значний крок у відокремленні філософії від теології. Прикладом слугують філософські системи, розроблені Беконом, Декартом, Гассенді, Гоббсом, Спінозою, Лейбніцем. Філософська думка Сходу у цей час продовжує розвиватись переважно усередині традиційних релігійно-філософських учень. Помітну роль тут продовжує відігравати схоластичне начало, а філософські роздуми переважно залишаються замкненими у собі і значною мірою відірваними від прогресу природознавчих знань: філософів на Сході більше турбують суспільні та етичні проблеми. Саме у цій сфері помітний суттєвий поступ пов'язаний з появою пильного інтересу до людської індивідуальності. У країнах Далекого Сходу, наприклад, це була реакція на ортодоксальне неоконфуціанство, що всіляко нівелювало особистісне начало. Боротьба за визнання індивідуальності йшла тут у XVII столітті під впливом суб'єктивно-ідеалістичного вчення Ван Ян-міна (XV — початок XVI століття). Його японський послідовник — Накае Тьодзю проголосив у першій половині століття автономну особистість єдиним началом, що формує людське пізнання і поведінку.

### Релігія
Паралельно з філософією активно розвивається теологія та релігійна література різних конфесій і самі конфесії. Численні місії єзуїтів поширюють християнство від Південної Америки до Філіппін та Японії. На Філіппінах місіонерам вдалось майже повністю християнізувати населення. У Японії християнство завоювало до початку століття численних прихильників (близько півмільйона осіб у 1615 році) і тому було заборонено законом, що майже повністю ізолювало країну від європейців. Продовжує активно розвиватись і буддизм, особливо у його ламаїстській формі, поширюючись серед монгольських племен та в Лаосі.
Традиційною формою літературних і культурних стосунків у XVII столітті залишаються зв'язки, зумовлені поширенням тієї чи іншої світової релігії. Продовжується взаємодія арабо-перської літератури, що проникала у багато країн Сходу, аж до Індонезії, з Ісламом. Давньоіндійська література була тісно пов'язана з буддизмом, західноєвропейська — з католицизмом, південноєвропейська і частково східноєвропейська (зокрема й українська) — з Православ'ям.

### Національна самосвідомість
XVII століття — важливий етап на шляху формування націй та закріплення національної самосвідомості, що знаходить відображення і в літературі. У Європі література стає засобом осмислення суспільних та етичних проблем загальнонаціонального значення. Часто джерелом поетичного натхнення у літературі як Європи, так і Азії стає боротьба народів за їхню незалежність. У XVII столітті посилюється вага національного начала і в літературах Сходу. Особливо це помітно на Близькому Сході, де відбувається розпад загальномусульманської літературної традиції і на її базі формуються нові літератури, наприклад афганська, курдська.

### Становлення національних мов
Важливу роль у становлення національних літератур грає вироблення норм загальнонаціональної літературної мови. Література XVII століття внесла у цей процес значний вклад, особливо у Західній Європі.
У той же час у літературах країн Сходу продовжують відігравати значну роль регіональні літературні традиції і мови (арабська і перська, веньянь, палі, санскрит), хоча їх починають все більше витісняти живі мови окремих народів. Деякі з них, наприклад малайська, виявляють тенденцію до перетворення у нову регіональну мову.
Роль літератури на живих мовах у XVII столітті вже настільки суттєва, що з'являється велика кількість перекладів із регіональних літературних мов на місцеві живі мови (з палі на сіамську або лаоську тощо).
У Європі, де розвиток національних мов пішов уперед порівняно зі Сходом, латина як міжнародна мова продовжує зберігати своє значення переважно у науці, богослов'ї, філософії та публіцистиці. У художній творчості XVII століття, на відміну від 16 століття, сфера її використання різко обмежується. Проте певне місце в історії літератури XVII століття латина все ж посідає (романи «Аргеніда» та «Еуформіо» Барклая, вірші Опіца, Флемінга, Гріфіуса, творчість Яна Амоса Коменського тощо).

### Багатомовність
У різних країнах світу можна знайти приклади багатомовності у творчості окремих письменників. Симеон Полоцький, наприклад, писав вірші латиною, польською, а також створював твори білоруською та церковнослов'янською мовами. Відомий поет Саїб Табрізі творив на фарсі та азербайджанській. Китайський новеліст Пу Сун-лін писав свої оповідання «про дивне» на вкрай складній літературній мові веньянь, а в простонародних жанрах використовував живу мову провінції Шаньдунь. Часто вибір мови для конкретного твору визначався зверненням письменника до того чи іншого жанру словесного мистецтва.

## Поетика й естетика

### Жанри
Нерівномірність розвитку літератур світу у XVII столітті відбивається і в різному характері складу художньої творчості, системи його родів і жанрів в окремих регіонах і країнах. Для Західної Європи вже характерне різке відокремлення художньої літератури від релігійної, що намітилось ще в добу Ренесансу. Одночасно, поняття «література» на Заході у XVII столітті поряд з суто художніми творами охоплює також моралістику, мемуари, публіцистику, листування, що призначалось для публічного читання в салонах. Характерним у зв'язку з цим є і той поділ, який теорія класицизму — одного з провідних літературних напрямів епохи — встановлює між жанрами «високими» та «низькими» у залежності від тематики та зображуваної сфери життя.
У південних слов'ян (за винятком культури Дубровника) переважне місце все ще посідають успадковані від середньовіччя жанри церковної літератури, але всередині цих жанрів вже помітний зсув, що проявляється у привнесенні елементів індивідуального начала у релігійну лірику. У східнослов'янських літературах спостерігається складне співіснування старої, що сходить до середньовіччя, системи літератури та нових жанрів з їхньою яскраво вираженою світською спрямованістю.
Для літератур Далекого Сходу характерне співіснування традиційних жанрів безсюжетної прози (життєписів, доповідей трону, епітафій, передмов тощо) та класичної поезії з жанрами літератури нового типу (повісті та роману, драми, простонародних жанрів), у яких на перший план виступає зображення внутрішнього світу героя, опис побуту.
У літературах Близького Сходу, Індії, Південно-Східної та Центральної Азії у XVII столітті все ще панує літературна система жанрів середньовіччя.

### Розквіт оповідної літератури
Для літератур різних регіонів у XVII столітті характерний посилений розвиток оповідних жанрів і оповідного начала, навіть у безсюжетній літературі. На Заході все більшу популярність завойовують різні жанрові різновиди роману з його широким охопленням дійсності та динамічним розвитком сюжету. У Росії широко поширюються переклади та народні переробки західноєвропейських лицарських романів, створюються історичні та побутові повісті, оповідне начало входить і у традиційні житійні оповіді. У XVII столітті на Близькому і Середньому Сході, а також в Індії, на Малайському півострові, Суматрі, Яві широке визнання отримують «народні романи», тексти яких закріплюються у письмових обробках саме у цей час. До того ж XVII століття — доба розквіту міських повістей у Османській імперії, Китаї, Японії.

### Побутовий елемент
У XVII столітті література зацікавлюється суспільними проблемами, що особливо відчутно у Європі та на Далекому Сході. Усе частіше в художніх творах відображаються спроби письменників показати сучасну їм дійсність не опосередковано, використовуючи історичні сюжети і мотиви, запозичені з міфології та літературної спадщини минулого, а безпосередньо. Звідси й важливе значення побутового елементу в літературі. Ця тенденція у західноєвропейській літературі була найпоширеніша у комедії та соціально-побутовому романі, але проникає зрідка і у трагедію. Новаторське значення має поема представника дубровницької літератури Гундулича «Осман», де монументальна епічна тема вирішується на матеріалі сучасних поету військових подій.
Побутові прикмети часу яскраво виступають і в російській літературі XVII століття, особливо в оповідній прозі. Авакум створює автобіографічне «Житіє» — значний за своїм художнім значенням твір, у якому відображаються суспільні та духовні конфлікти епохи.
На Далекому Сходу сучасність знаходить найяскравіше відображення у драматургії: п'єси Лі Юя та Кун Шан-женя про останні дні мінської династії у Китаї, твори знаменитого японського драматурга Тікамацу на побутові теми, створені по гарячим слідам подій.

### Розквіт публіцистики
Помітний у літературі XVII століття і розквіт публіцистики, особливо під час суспільних потрясінь, як Англійська революція чи Фронда у Франції, як боротьба проти католицизму і унії в Україні, як церковний розкол у Росії. Варто підкреслити і ту обставину, що саме у XVII столітті виникає періодика у ряді західноєвропейських країн, у Японії та Китаї, де газета існувала до цього лише у рукописному вигляді.

### Народна творчість і її впливи
У розвитку літератур XVII століття важливу роль відіграє народне начало. Багато значних творів літератури відмічені увагою авторів до позитивних образів представників нижчих прошарків суспільства. Особливо показові герої Мольєра, Лафонтена та Лабрюєра у Франції, Мільтона («Самсон-борець») та Беньяна («Шлях паломника») в Англії, німецького прозаїка Гріммельсгаузена, Кальдерона в Іспанії. Потужним засобом, що надихав народ на боротьбу з іноземними загарбниками, були епічні поеми, сповнені патріотичного духу, такі, як «Сігетська біда» Зріні, «Осман» Гундулича, «Хотинська війна» Потоцького. Монументальний образ народного героя створено в епосі «Кер-огли», що склався наприкінці 16 — на початку XVII століття на Кавказі та у Середній Азії. У літературах Далекого Сходу з'являються численні життєписи, герої яких — актори, народні оповідачі та умільці (у китайській «високій» прозі), міські жителі — борці проти маньчжурського війська (у китайській драматургії), народні повстанці — благородні розбійники (у китайській та корейській оповідній прозі).
XVII століття — важлива віха для багатьох народів у розвитку усної народної творчості. Розквітає слов'янська народна поезія. Створюються болгарські гайдуцькі пісні та епічні цикли, що оспівують подвиги сербських юнаків та гайдуків. Героїчна боротьба народу у визвольній війні очолюваній Богданом Хмельницьким відображена в українських думах. Російські історичні пісні оспівують своїх народних героїв та вождів, зокрема Степана Разіна. Розвивається ашузька поезія на Закавказзі.
Саме у XVII столітті у Китаї усна народна творчість починає викликати інтерес літераторів, що раніше зневажливо ставились до фольклору. Записуються, видаються народні пісні, анекдоти, перекази, сказання, робляться спроби імітувати форми народної словесності. У цей же час фіксуються народні романи на Близькому Сході і відтоді стають фактом письмової літератури. Посилюється увага до фольклору і в Росії. У Німеччині на початку XVII століття продовжується збирання та видання шванків, у яких помітно посилюється побутовий елемент. Цей процес спричинив важливий вплив на розвиток жанрів оповідання та роману, зокрема на творчість Гріммельсгаузена.
У XVII столітті з'являються перші в Європі збірки народних казок: «Пентамерон» італійського письменника Джамбаттіста Базіле, «Казки» відомого французького літератора і критика Шарля Перро. Ні книга Базіле, ні збірка Перро не були простим записом фольклорних творів. Базіле переробляв казки у дусі художніх традицій італійського бароко, а Перро згідно з преціозними естетичними смаками.
Цікаво, що процеси взаємодії літератури і фольклору у XVII столітті на Заході і на Сході багато в чому схожі. Як Перро і Базіле, Пу Сун-лін у Китаї фактично підіймає казку до рівня «високої» словесності. І в Німеччині, і в Китаї поряд з виданням збірок народних анекдотів окремі автори у своїй творчості самі прагнуть використовувати традиції і форми народної сатири і гумору.
Народна стихія впливає не лише на оповідні жанри, а й на драматургію. Мольєр, наприклад, створюючи комедію загальнонаціонального значення, використовує і розвиває традиції народного фарсу. Його молодший японський сучасник Тікамацу Мондзаемон пише літературні драми глибокого філософського змісту у традиціях народного лялькового театру.

### Розквіт драматургії
XVII століття, доба бурхливих суспільних колізій та переломів, не випадково є часом розквіту драматургії у найрозвиненіших літературах світу. Про це особливо яскраво свідчать її видатні досягнення у Франції, Іспанії, Англії, Голландії, Німеччині, Китаї, Японії. Драматургічне начало проникає у XVII столітті і в оповідні жанри, наприклад у новелу або байку. У ряду народів, зокрема в українців, саме в цю добу зароджується літературна драма.
Розквіт театру у XVII столітті тягне за собою і посилену увагу до питань теорії драматургічного мистецтва. На Заході це знаходить вираження у діяльності представників класицизму (Корнеля, д'Обіньяка, Буало, Драйдена тощо). Драматург і прозаїк Лі Юй (Лі Лі-вен) розробляє теорію китайського сценічного мистецтва і драми. Іноді одні й ті ж проблеми у цій області одночасно турбують драматургів на різних кінцях Євразії. Наприклад, проблеми вигаданого героя та правдоподібності зображуваних подій були однаково важливі і для Корнеля у Франції, і для Кун Шан-женя в Китаї, і для Тікамацу в Японії.

### Психологічність
XVII століття відмічене загостренням інтересу письменників до внутрішнього світу героя, поглибленням майстерності психологічного аналізу. Це простежується у багатьох літературах, хоча й у різних формах і різною мірою. Літератури Західної Європи розвивають тенденції, що намітились ще в добу Ренесансу, з характерною для останнього гуманістичної спрамованістю. Нове проявляється перш за все у висуненні на перший план суспільної обумовленості людської особистості та її поведінки. Важливу роль і в літературі класицизму, і в літературі бароко відіграє зображення сили людського духу, здатності людини долати саму себе, знаходити у внутрішньому світі оплот, що дозволяє зберегти стійкість, вірність ідеалам у найстрашніших життєвих випробуваннях, не давати себе зламати насиллю та фізичним кривдам.

### Особливості лірики
У XVII столітті створюються значні естетичні цінності і в області поезії. Стимулом для написання таких видатних творів як «Втрачений рай» Мільтона, поем Гундулича, Зріні і Потоцького, як лірика Гріфіуса або китайського мислителя і поета Гу Янь-у, були потужні суспільні потрясіння епохи. Значних змін зазнає і сам жанр героїчної поеми. Мільтон, зокрема, синтезує у своїй поемі елементи епосу, драми і лірики.
Тонке відображення душевних конфліктів, що викликані кризою ренесансних ідеалів, їх зіткненням з ворожою дійсністю, можна знайти у ліриці Донна, Гонгори, Флемінга та Теофіля де Віо. Трагічні події та суспільні лиха, пов'язані з Тридцятирічною війною, породжують хвилю містичних настроїв, що відобразилась у німецькій поезії середини століття. Містичні мотиви (але в даному випадку це вираження традиційних форм художньої свідомості) пронизують індійську лірику бхакті або суфійську поезію на Яві. Буддійсько-даоське відношення до природи, сповнене споглядальності, знаходить своє тонке поетичне втілення у корейській, в'єтнамській, китайській ліриці. Особливої виразності досягає далекосхідна поезія XVII століття у тривіршах видатного японського лірика Мацуо Басьо.

## Література за регіонами

### Західноєвропейська література
В історії більшості західноєвропейських літератур XVII століття є самостійною, особливою епохою, що за своїм змістом відрізняється від попередньої доби Відродження і від наступної доби Просвітництва.
Література XVII століття, доби різкого перелому суспільного устрою, значних історичних катаклізмів (Тридцятирічна війна, Англійська революція), втрачає характерну для Відродження гармонічність світосприйняття, уявлення про цілісність людської натури, про нерозривну єдність суспільного і особистого начал. З'являється усвідомлення антагонізму між особистістю та суспільством, між піднесеним життєвим ідеалом та реальною дійсністю, зображаються внутрішні протиріччя людини. Письменники XVII століття розвивають трагічні мотиви, що намітились у творах представників Пізнього Відродження.
Гострі протиріччя історичного процесу XVII століття стають джерелом художніх пошуків. Для творчості таких письменників, як Вондел у Голландії, Мільтон в Англії, Кальдерон в Іспанії, Корнель, Расін і Мольєр у Франції, Гріммельсгаузен у Німеччині, показові пошуки позаособових закономірностей, що керують людською долею. Іноді, найчастіше у творах так званих «низьких жанрів», у комедії або романі, ці пошуки переростають у зображення соціального середовища або матеріальних умов, що впливають на формування особистості. Звідси випливають особливості нового типу реалізму 18-19 століття. Новими є також спроби таких поетів, як Мільтон, знайти у суспільних зіткненнях джерело піднесеної, героїчної романтики. Історичне значення цих нових життєвих явищ осмислено поетом за допомогою біблійних образів.
Література бароко намагається широко використовувати поширені у художній культурі середньовіччя символи, емблеми та алегорії, і черпає натхнення від ідеалів лицарських романів. Це повернення до середньовічної традиції часто поєднується з актуальністю проблематики, з осмисленням життєвих колізій нового віку та їхніх відгуків у свідомості сучасників. Основні представники: Андреас Гріфіус, Йост ван ден Вондел, Педро Кальдерон (драми), Торквато Тассо, Джон Мільтон (поеми), Ганс Гріммельсгаузен, Франсіско Кеведо, Анрі Лесаж (романи), Джон Донн, Луїс Гонгора, Маріно Джамбаттіста, Георг Векерлін, Пауль Флемінг (лірика).
Класицизм, як художній метод, поєднує у собі орієнтацію на античну культуру та її естетичні ідеали з глибоким проникненням у душевне життя героя, що покликаний вирішувати гострі проблеми сучасності. Окремими дослідниками (Б. Б. Шалагінов) розглядається як стильове відгалуження літератури бароко. Найбільшого розквіту досяг у Франції. Основні представники: П'єр Корнель, Жан Расін, Мольєр, Марія-Мадлена де Лафайєт.
Таким чином у літературі XVII століття новаторські риси тісно переплітаються з розробкою художніх традицій, що вкорінені у глибині минулих віків.

### Східноєвропейська література

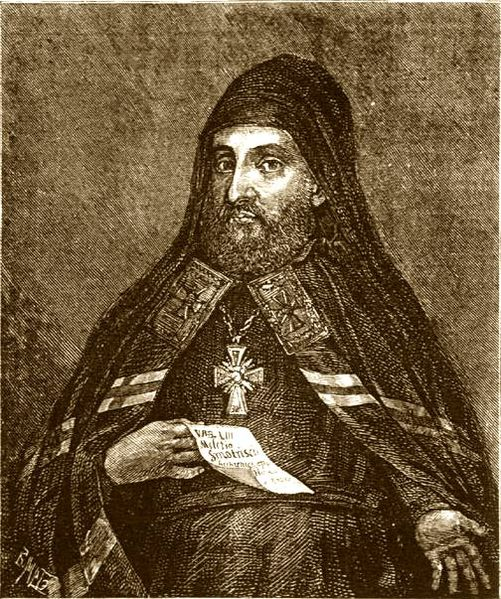
Мелетій Смотрицький

Свій специфічний зміст XVII століття як літературна доба має в ряді літератур Центральної та Південно-Східної Європи. У таких, наприклад, літературах, як польська, українська та угорська, XVII століття відмічене розквітом бароко. Проте у художній творчості, приміром, сербів та болгар XVII століття не являє собою епохи з чіткими хронологічними рамками і специфічним змістом, що пов'язано з уповільненим характером розвитку культури цих народів, що знаходились у цей час під іноземною владою. Боротьба цих народів за незалежність знаходила відображення у XVII столітті переважно в усній поезії.
У російській літературі у цей час відбувається поступовий перехід від середньовічних художніх форм до нової естетичної системи. Зароджуються елементи соціальної диференціації літератури, формуються нові жанри, з'являється інтерес до внутрішнього світу особистості та її побутового оточення.
В українській літературі XVII століття було часом формування та розквіту літературного стилю бароко. Його предтечею вважається ще Іван Вишенський, але розквітло бароко у творчості Мелетія Смотрицького, Кирила Транквіліона-Старовецького та з появою київської школи. На формування українського бароко найбільше вплинуло відновлення православної ієрархії у 1620 році, заснування київської школи 1615 року та її реформи, проведені митрополитом Петром (Могилою) (1644) і гетьманом Іваном Мазепою (1694). І нові православні ієрархи, і професори Академії були головними представниками бароко, яке іноді звуть «козацьким», що не зовсім вірно, оскільки козаки мають до нього досить віддалене відношення, як в літературі, так і в інших видах мистецтва. Головними митцями були духовні особи, ченці та ієрархи. Звідси і головна відмінність українського бароко від західноєвропейського — його переважно духовний характер.

### Азійські літератури
У переважній більшості азійських літератур, що існували в умовах уповільненого культурного розвитку, XVII століття хоча й відмічене певними змінами у літературному процесі та своєрідними художніми досягненнями, але не відділене так чітко, як у більшості країн Європи, від 16 століття з одного боку, і від 18 століття — з іншого. Придворна поезія, що грала протягом багатьох віків провідну роль у літературі Середньої Азії та Близького Сходу, до XVII століття втрачає свої творчі імпульси, залишається замкнутою у колі традиційних тем і форм. Однак це не означає, що в цих літературах не виникають принципово нові явища та тенденції, пов'язані переважно з розвитком сатирико-викривальної, демократичної лінії.
У складних культурно-історичних умовах протікає літературний процес у XVII столітті у Південній та Південно-Східній Азії. У Непалі, Таїланді, Лаосі, на Філіппінах та Цейлоні панує є цілком традиційна середньовічна культура. Поряд з цим у літературі ряду народів Індії намічаються ознаки нового, що приведуть до значних змін у 18 столітті. Це пов'язано як з розвитком в окремих народностей Індії визвольних тенденцій, спрямованих проти влади Моголів, так і з результатом синтезу місцевих та іноземних (близькосхідних) релігійно-філософських та літературних традицій.
В Азії у XVII столітті найбільшого розвитку досягли літератури далекосхідного культурного регіону, особливо Китаю, Японії, Кореї, дещо меншою мірою В'єтнаму. Причини цього — більша розвиненість тут міської цивілізації та перші прояви капіталістичних відносин, з чим пов'язані, наприклад, досягнення у площині демократичної міської прози у Китаї та Японії. Слід відмітити і появу ряду крупних творчих особистостей у драматургії, що в цей час звертається до найактуальніших питань сучасної дійсності.
Літератури Далекого Сходу XVII століття виявляються типологічно найближчими до західноєвропейських літератур, у порівнянні з художньою культурою інших країн Азії. Поряд з цим і в літературах Далекого Сходу проявляється характерний для Азії уповільнений темп розвитку. Це пояснюється тим, що традиційна ідеологія продовжує зберігати тут значну вагу у літературному процесі у цілому, незважаючи на тенденцію до становлення нової літературної системи.

### Міжлітературні зв'язки. Колоніальна література
Перше знайомство з європейською літературою на Далекому Сході і в Південно-Східній Азії розпочинається зі здійснюваних християнськими місіонерами перекладами церковних книг. При цьому у ряді країн спостерігаються випадки своєрідного синтезу релігійних догматів християнства та східних релігійно-етичних учень. Такі, наприклад, спроби поєднання християнства з конфуціанством у країнах Далекого Сходу, що знайшли своє відображення у деяких творах китайської філософської прози, або засвоєння місцевих фольклорних сюжетів театральними діями, створеними християнськими місіонерами на Філіппінах.
Сфера поширення літератури на європейських мовах у XVII столітті помітно поширюється. Це пов'язано з хвилею переселення європейців на інші континенти, з відкриттям нових морських шляхів та колоніальною експансією. У землях, що у XVII столітті починають населятися колоністами, наприклад у Північній Америці або у Південній Африці, літературна творчість обмежується переважно документальними жанрами: мемуарами, хроніками, щоденниками. Тут відображається драматичний хід боротьби з місцевим населенням, його звичаї та вірування. В англійських поселеннях Північної Америки розвивається і поезія, але вона не містить у собі нічого нового у порівнянні з творчістю сучасних англійських поетів бароко і класицизму.
Інакше складається ситуація у Південній та Центральній Америці, у Бразилії, Перу та Мексиці. Тут можна говорити вже про формування самобутньої літератури, що виникає на ґрунті художніх традицій бароко, перенесених з митрополії, та про прагнення осмислити місцеву дійсність, використати фольклорну спадщину індіанських племен. Ця література починає відображати у художній творчості своєрідні риси нового латиноамериканського етнопсихологічного типу, що починає складатися. Цей синтез мав принципове значення для подальшого розвитку літератури регіону.
Характерно, що у XVII столітті, у літературі тих країн Європи, які саме в цей час інтенсивно розгорнули колоніальну експансію, перш за все у літературі Англії, з'являються твори, що відображають екзотичні країни (Мексику, Індію, Золотий Берег Африки), яскраво описують зіткнення європейців з туземними племенами («Героїчні драми» Драйдена). Інколи у таких творах звучить засудження расової нерівності, співчуття поневоленим народам (роман Афри Бен «Оріноко»).
Вторгнення європейських колонізаторів у віддалені країни Азії і військові зіткнення з місцевим населенням інколи серйозно впливали на хід літературного процесу тих країн. Наприклад, після проникнення голландців на острови Індонезії занепала міська культура прибережних районів та знову відновились більш архаїчні тенденції, пов'язані з племінною культурою. Збройна боротьба з португальськими завойовниками відобразилась у сингальській поезії на Цейлоні.
Помітний і вплив культури Сходу на західноєвропейські літератури. У другій половині XVII століття поглиблюються наукові уявлення європейців про східну культуру. Це відіграє певну роль у виробленні ідей та уявлень європейського Просвітництва.
Відомий французький лікар, мислитель і мандрівник Ф. Берньє, що прожив дев'ять років при дворі могольських правителів, повернувшись на батьківщину, видав у 1680 році книгу, що познайомила його співвітчизників з Індією, її політичною історією та звичаями її населення. Велике пізнавальне значення мали мандрівки Шардена і Таверньє Персією, помітну роль у розвитку інтересу до культури Близького Сходу відіграв французький літератор Галлан. Дещо пізніше, вже на початку 18 століття, він опублікував свій переклад «Тисячі і однієї ночі», що мав вплив на тодішню західноєвропейську літературу.
Ще на початку століття у європейських мислителів виникає інтерес до Китаю. Про Китай у своїх працях згадує Бекон, особливості розумового складу і політичного устрою китайців ідеалізує англійський есеїст Роберт Бертон, автор «Анатомії меланхолії» (1621). Французький філософ Ламот Левайє ставить Конфуція в один ряд з Сократом і Платоном.
У другій половині століття у Франції, Англії та Німеччині з'явились численні описи Китаю і перші переклади конфуціанського канону. Звертаючись до цих книг, західноєвропейські мислителі шукали на Сході матеріал для обґрунтування своїх суспільно-політичних теорій ідеального державного устрою. Одним з філософів, що виявив особливий інтерес до Китаю, був Лейбніц.
Основні потоки літературних впливів XVII століття поширюються переважно з Заходу на Схід. Художні методи класицизму та бароко, що широко представлені у літературі Західної Європи, впливають на самобутню художню культуру Центральної, Південно-Східної, а почасти і Східної (Україна, Білорусь) Європи. Стильові традиції перської літератури слугують передумовами формування своєрідної поетичної манери в Індії. У свою чергу, вплив індійської літератури простежується у тибетській літературі і за її посередництва — у монголів. Вплив ісламу помітно відображається в літературі Індонезійського архіпелагу і Малакки. Китайці, японці, корейці, в'єтнамці у XVII столітті вперше знайомляться з культурою Західної Європи.

### Використана література
- История всемирной литературы в 9 томах: Том 4. — М., 1987. — С.: 7-15.
- Д. І. Чижевський. Історія української літератури. — К.: Академія, 2003. — 568 с. — С.: 273—402.

### Рекомендована література
- Артамонов С.Д. История зарубежной литературы XVII—XVIII вв. — М., 1987. — 608 с.
- История зарубежной литературы XVII века / Под редакцией З. И. Плавскина. — М., 1987.
- Шалагінов Б.Б. Зарубіжна література від античності до початку XIX ст. — К.: Академія, 2004. — 360 с. — С.: 222—265.